# Jadwiga Woźniak-Kasperek
Jadwiga Bożena Woźniak-Kasperek – polska bibliotekoznawczyni, kierowniczka Katedry Bibliografii i Dokumentacji Wydziału Dziennikarstwa, Informacji i Bibliotekoznawstwa Uniwersytetu Warszawskiego. Zarządzeniem dyrektora Biblioteki Publicznej m. st. Warszawy - Biblioteki Głównej Województwa Mazowieckiego została powołana na czteroletnią kadencję do Rady Naukowej tejże biblioteki. 

## Wybrane publikacje
- Podstawy budowy tezaurusa : poradnik, Warszawa 2005[5]
- Wiedza i język informacyjny w paradygmacie sieciowym, Warszawa 2011[6]
- Kategoryzacja : studium z teorii języków informacyjno-wyszukiwawczych, Warszawa 2000[7]
- Opracowanie rzeczowe : praca zbiorowa, (współredakcja: Piotr Bierczyński), Warszawa 2005[8]
- Kartoteka wzorcowa języka KABA, (pod redakcją), Warszawa 1994[9].

## Zainteresowania badawcze
- terminologia – teoria i wykorzystanie w tworzeniu i ocenie zasobów terminologicznych;
- ekologia informacji, bariery informacyjne;
- systemy organizacji wiedzy, reprezentacja i organizacja wiedzy w sieci semantycznej[10];
- dokumentacja i bibliografia jako formy komunikacji i zachowania dziedzictwa.
- instrumentarium Web 2.0[11]